# Pueblo (Corozal)
Pueblo es un barrio ubicado en el municipio de Corozal en el estado libre asociado de Puerto Rico. En el Censo de 2010 tenía una población de 2991 habitantes y una densidad poblacional de 1.083,33 personas por km².

## Geografía

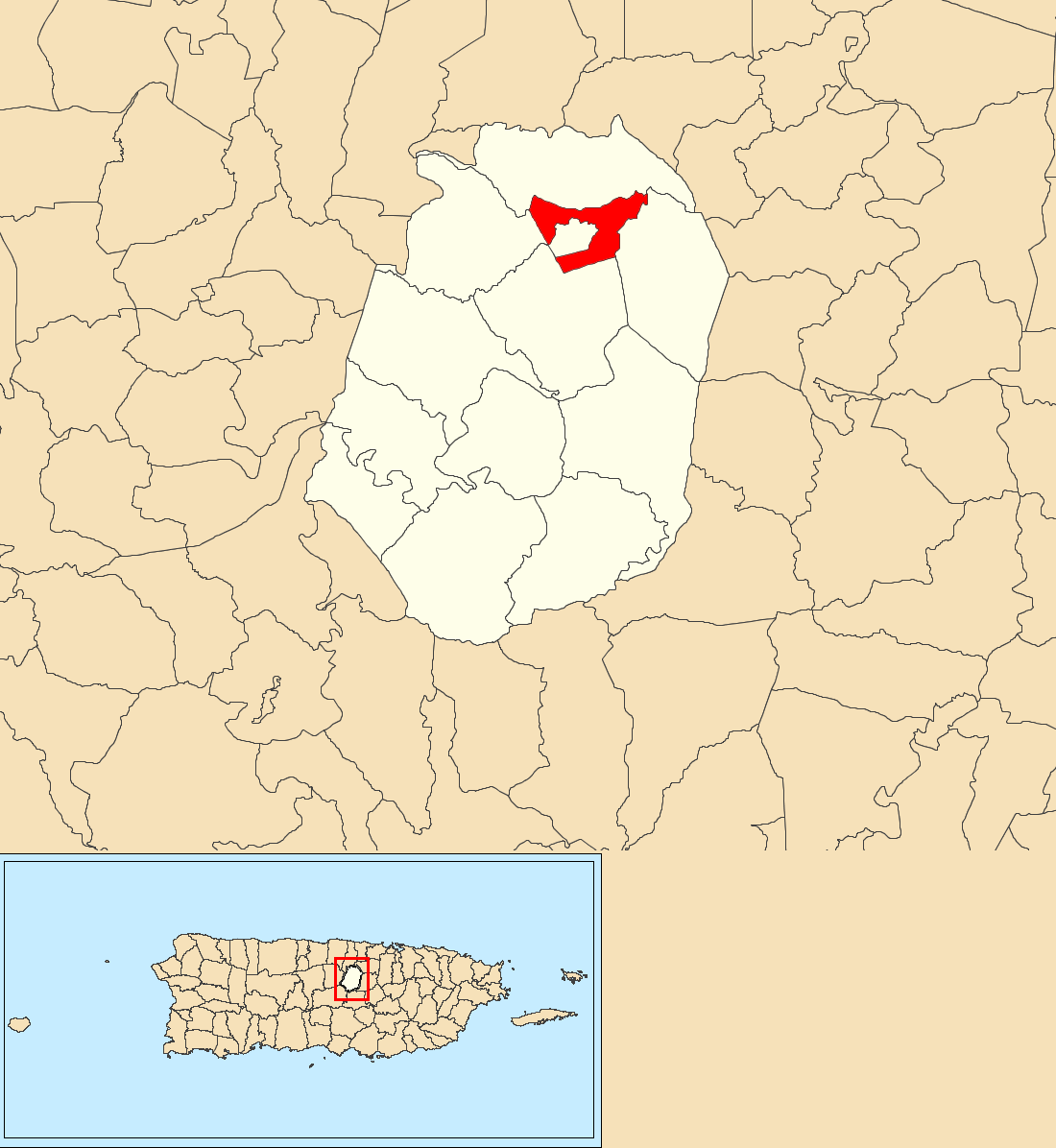
Pueblo, un barrio de Corozal

Pueblo se encuentra ubicado en las coordenadas 18°20′46″N 66°18′20″O / 18.34611, -66.30556. Según la Oficina del Censo de los Estados Unidos, Pueblo tiene una superficie total de 2.76 km², que corresponden a tierra firme.

## Demografía
Según el censo de 2010, había 2991 personas residiendo en Pueblo. La densidad de población era de 1.083,33 hab./km². De los 2991 habitantes, Pueblo estaba compuesto por el 87.03% blancos, el 5.58% eran afroamericanos, el 0.33% eran amerindios, el 0.03% eran asiáticos, el 5.38% eran de otras razas y el 1.64% pertenecían a dos o más razas. Del total de la población el 99.1% eran hispanos o latinos de cualquier raza.